# 미래의 범죄 (1970년 영화)
미래의 범죄(Crimes Of The Future)는 캐나다에서 제작된 데이빗 크로넨버그 감독의 1970년 코미디, SF 영화이다. 로널드 모직 등이 주연으로 출연하였고 데이비드 크로넨버그 등이 제작에 참여하였다.

## 출연

### 주연
- 로널드 모직
- 존 리돌트

### 조연
- 타니아 졸티
- 잭 미싱어
- 폴 물홀랜드
- 윌리엄 해슬람
- 윌렘 풀만
- 노먼 스니더